# A Paradanta

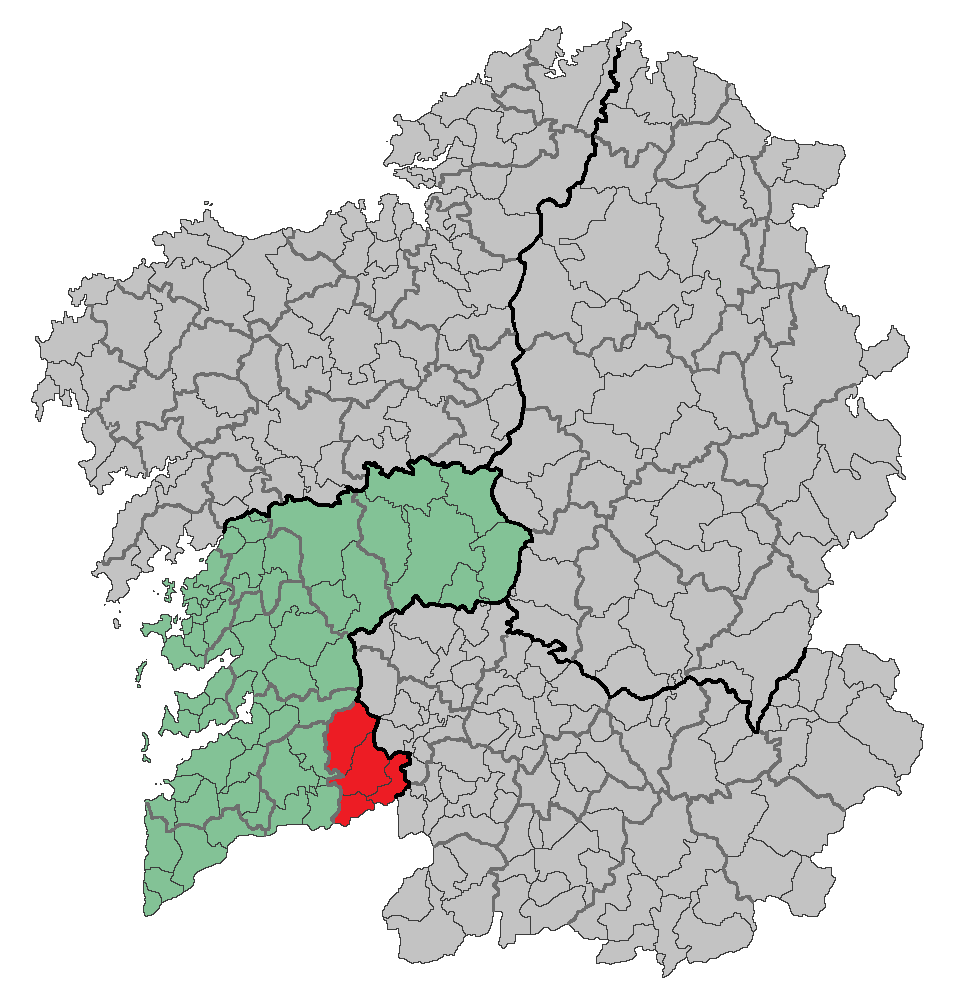
Elhelyezkedése Galicián belül

A Paradanta (spanyolul La Paradanta) egy járás (comarca) Spanyolország Galicia autonóm közösségében. 

## Települések
A székhely neve félkövérrel szerepel.
- Arbo
- A Cañiza
- Covelo
- Crecente